# Pilar Llop
María Pilar Llop Cuenca (ur. 3 sierpnia 1973 w Madrycie) – hiszpańska prawniczka i działaczka polityczna, w latach 2019–2021 przewodnicząca Senatu, od 2021 do 2023 minister sprawiedliwości.

## Życiorys
Jej ojciec był kierowcą taksówki i następnie pracownikiem banku, matka pracowała jako fryzjerka. Ukończyła prawo na Uniwersytecie Complutense w Madrycie oraz translatorykę prawniczą na Universidad de Alicante.
Pracę w wymiarze sprawiedliwości rozpoczęła w 1999, w 2004 zaczęła orzekać jako sędzia. W latach 2011–2015 pracowała w biurze Rady Głównej Władzy Sądowniczej, pełniła obowiązki kierownika jednostki zajmującej się kwestiami przemocy domowej i przemocy ze względu na płeć. W 2015 po raz pierwszy uzyskała mandat posłanki do Zgromadzenia Madryckiego z listy Hiszpańskiej Socjalistycznej Partii Robotniczej (PSOE). Ponownie wybierana w 2019 i 2021.
W lipcu 2018 objęła stanowisko delegata rządu Hiszpanii do spraw przemocy ze względu na płeć, które zajmowała do kwietnia 2019. W 2019 delegowana do Senatu przez regionalnym parlament. W grudniu tegoż roku wybrana na przewodniczącą izby wyższej Kortezów Generalnych. Funkcję tę pełniła do lipca 2021. W tym samym miesiącu powołana na ministra sprawiedliwości w drugim rządzie Pedra Sáncheza; urząd ten sprawowała do listopada 2023.